# Marcelo Arriagada
Marcelo Arriagada Quinchel (Curicó, 22 de agosto de 1973) es un exciclista chileno, representó a Chile en los Juegos Olímpicos de Atlanta 1996 y Juegos Olímpicos de Atenas 2004. Es el hermano mayor del también exciclista chileno Marco Arriagada.

## Biografía
Realizó su debut en pruebas de primer nivel de la modalidad de pista en 1996, en los juegos olímpicos del mismo año, donde consiguió el decimosexto lugar en persecución por equipo. En 2004 participa de los juegos olímpicos del mismo año, donde no terminó la carrera.

## Palmarés

### Carretera
- 1998
  - 4.º en la etapa 8, parte A, de la Vuelta Ciclista de Chile

- 2000
  - 8.º en la clasificación final de la Vuelta Ciclista de Chile
  - 3.º en Londerzeel, Amateurs, Bélgica

- 2003
  - 5.º en la etapa 2 de Vuelta Ciclista de Chile, Linares (Maule), Chile
  - 3.º en la etapa 1 de Vuelta a Zamora, España

- 2004
  - 5.º en la etapa 3 Vuelta Ciclista Líder al Sur, (Vuelta por un Chile Líder) , Villarrica (Araucanía), Chile
  - 2.º en la etapa 4 de la parte A Vuelta Ciclista Líder al Sur, (Vuelta por un Chile Líder) , Temuco (Araucanía), Chile
  - 2.º en la etapa 1 de Vuelta Ciclista de Chile, Concepción (Bio-Bio), Chile
  - 2.º en la etapa 7 de Vuelta Ciclista de Chile, Villa Alemana (Valparaíso), Chile
  - 4.º en la etapa 8 de Vuelta Ciclista de Chile, Los Andes (Valparaíso), Chile
  - 5.º en la etapa 9 de Vuelta Ciclista de Chile, Portillo (Valparaíso), Chile
  - 3.º en la clasificación final de la Vuelta Ciclista de Chile

- 2005
  - 1° en la etapa 7 de Vuelta Ciclista Líder al Sur, (Vuelta por un Chile Líder), Concepción (Bio-Bio), Chile
  - 10.º en la clasificación final de la Vuelta Ciclista de Chile

- 2010
  - 2.º en la etapa 2 de Vuelta Ciclista Líder al Sur, (Vuelta por un Chile Líder), Osorno, Chile
  - 3.º en la etapa 3 de la parte B de Vuelta Ciclista Líder al Sur, (Vuelta por un Chile Líder), Máfil, Chile

- 2008
  - 1.º en la etapa 4 de Vuelta a Mendoza, Las Heras (Santa Cruz), Argentina

### Pista
1996
- 16° en los Juegos Olímpicos de Atlanta 1996

2005
- Se retiró en los Juegos Olímpicos de Atenas 2004